# Oscar Jaime Florencio
Oscar Jaime Llaneta Florencio (5 de fevereiro de 1966) é um bispo católico e atual bispo do Ordinariato Militar das Filipinas.
Oscar Jaime Llaneta Florencio foi ordenado sacerdote em 3 de abril de 1990. Estudou Filosofia no Seminário Sagrado Coração, em Palo, e Teologia na Universidade de Santo Tomás, em Manila. Obteve o Doutorado em Teologia na Pontifícia Universidade da Santa Cruz em 1999.
Em 3 de julho de 2015, o Papa Francisco o nomeou Bispo Auxiliar de Cebu e Bispo Titular de Lestrona. Ele foi consagrado bispo em 4 de setembro de 2015 por John Forrosuelo Du, Arcebispo de Palo. Os co-consagradores foram Giuseppe Pinto, Nunciatura Apostólica nas Filipinas; e José Serofia Palma, Arcebispo de Cebu. Ele foi anteriormente reitor e ao mesmo tempo professor de teologia da Escola de Teologia São João Evangelista.
Em 5 de julho de 2017, o Papa nomeou Florencio como administrador apostólico do Ordinariato Militar das Filipinas (MOP) após o falecimento de Most. Rev. Leopoldo S. Tumulak, D.D., seu sexto bispo. O MOP serve como uma diocese pessoal para os homens e mulheres das Forças Armadas das Filipinas, a Polícia Nacional das Filipinas, a Guarda Costeira das Filipinas, o Bureau of Fire Protection e o Bureau of Jail Management and Penology. Ele acabou sendo nomeado como o sétimo bispo do Ordinariato Militar das Filipinas.